# 拉穆德
拉穆德（西班牙語：Lámud），是秘魯的城鎮，位於該國北部亞馬遜大區，是盧亞省的首府，海拔高度2,330米，該城鎮在西班牙殖民時代建立，受溫帶氣候影響，人口2,500。
6°09′52.75″S 77°56′41.32″W / 6.1646528°S 77.9448111°W